# Copenhagen Masters 2003
Das Copenhagen Masters 2003 im Badminton war die 11. Auflage dieser Turnierserie. Es fand in Kopenhagen vom 27. bis 29. Dezember 2003 statt. Das Preisgeld betrug 320.000 Dänische Kronen.

## Finalergebnisse
| Disziplin    | Sieger                       | Finalist                    | Ergebnis   |
| ------------ | ---------------------------- | --------------------------- | ---------- |
| Herreneinzel | Wong Choong Hann             | Kenneth Jonassen            | 15:7 15:10 |
| Dameneinzel  | Xie Xingfang                 | Camilla Martin              | 11:3 11:3  |
| Herrendoppel | Halim Haryanto Candra Wijaya | Lars Paaske Jonas Rasmussen | 15:11 15:4 |